# ویلیام ئی. مارتین
ویلیام ئی. مارتین (انگلیسی: William E. Martin؛ ‏ ۸ اکتبر ۱۹۴۵ – ۲۷ ژانویهٔ ۲۰۱۶) موسیقی‌دان، ترانه‌سرا، فیلم‌نامه‌نویس و صداپیشه اهل ایالات متحده آمریکا بود. وی بین سال‌های ۱۹۶۹ تا ۲۰۰۶ میلادی فعالیت می‌کرد.
از فیلم‌ها یا مجموعه‌های تلویزیونی که وی در آن‌ها نقش داشته است، می‌توان به هری و خانواده هندرسون اشاره نمود.